# Goliat (powieść Scotta Westerfelda)
Goliat (tyt. oryg. Goliath) – trzeci tom trylogii Lewiatan autorstwa Scotta Westerfelda. Książka została wydana 22 września 2011 r., a polskie wydanie ukazało się w kwietniu 2012 r.